# Clinton megye (Pennsylvania)
Clinton megye az Amerikai Egyesült Államokban, azon belül Pennsylvania államban található. Megyeszékhelye és legnagyobb városa Lock Haven. Lakosainak száma 37 450 fő (2020. április 1.). Clinton megye Potter, Lycoming, Union, Centre, Clearfield és Cameron megyékkel határos.

## Népesség
A megye népességének változása:
| Lakosok száma | 39 232 | 39 507 | 39 738 | 39 954 | 39 441 | 37 450 |
|               | 2010   | 2011   | 2012   | 2013   | 2015   | 2020   |